# Бил (Ду)
Бил (фр. Bulle) насеље је и општина у источној Француској у региону Франш-Конте, у департману Ду која припада префектури Понтарлије.
По подацима из 2011. године у општини је живело 395 становника, а густина насељености је износила 28,15 становника/km². Општина се простире на површини од 14,03 km². Налази се на средњој надморској висини од 830 метара (максималној 876 m, а минималној 810 m).

## Демографија
| 1962. | 1968. | 1975. | 1982. | 1990. | 1999. | 2011. |
| ----- | ----- | ----- | ----- | ----- | ----- | ----- |
| 252   | 253   | 232   | 286   | 320   | 331   | 395   |

График промене броја становника у току последњих година